# 양평 불곡리 미륵불
양평 불곡리 미륵불은 대한민국 경기도 양평군 개군면 불곡리, 미륵사에 있는 고려시대의 석불이다. 1986년 5월 30일 양평군의 향토유적 제29호로 지정되었다.

## 개요
주지 경진스님이 대대적인 불사를 벌여 정면 3칸 측면 3칸의 미륵보전(彌勒寶殿)을 2005년도에 완공하여 미륵불을 주존으로 모셨다. 미륵불은 본래 땅속에 묻혀 있던 것을 약 250년 전에 발굴하여 처음에는 노천에 세워 두었었는데, 후에 보호각을 지어 안에 모셨다가, 약 50m 앞쪽에 미륵보전을 신축하면서 다시 옮긴 것이다. 석불은 화강암 1석으로 구성되었는데 머리는 소발형의 육계가 있으나, 귀의 부위까지 40㎝ 두께의 원형보개가 씌워져 있다.